# Cruella (film)
Cruella är en amerikansk film från 2021, regisserad av Craig Gillespie med manus skrivet av Dana Fox och Tony McNamara. Filmen är producerad av Walt Disney Pictures och är baserad på den animerade filmen Pongo och de 101 dalmatinerna (1961).
Filmen hade biopremiär i Sverige den 28 maj 2021, utgiven av Walt Disney Studios Motion Pictures. Den blev även tillgänglig på streamingtjänsten Disney+ med "Premier Access" samma datum. En uppföljare är för närvarande under utveckling.
På Oscarsgalan 2022 vann Cruella för bästa kostym. Den nominerades även för bästa smink men förlorade mot The Eyes of Tammy Faye.

## Handling
Filmen utspelar sig i London under 1970-talet, en stad fylld med punkrock, normbrytande attityd och ikoniskt mode. Man får följa med på Cruella de Vils historia om hur hon blev den rebelliska, eleganta och hämndlystna Cruella.

## Rollista (i urval)
| - Emma Stone – Estella Miller / Cruella de Vil - Emma Thompson – Baroness von Hellman - Joel Fry – Jasper Badun - Paul Walter Hauser – Horace Badun - Emily Beecham – Catherine Miller - Kirby Howell-Baptiste – Anita "Tattletale" Darling | - Mark Strong – John - John McCrea – Artie - Kayvan Novak – Roger Dearly - Jamie Demetriou – Gerald |

## Uppföljare
I juni 2021 meddelade Disney att en uppföljare officiellt är i ett tidigt utvecklingsstadium, med Gillespie och McNamara som förväntas återvända som regissör respektive författare. I augusti 2021 slöt Stone ett avtal för att återuppta sin roll i uppföljaren.